# مفرج المجفل
مفرج المجفل كاتب وسيناريست سعودي، صدر له حتى الآن أربع مجموعات نثرية تتنوع بين القصة القصيرة جداً والنصوص الأدبية الساخرة، وتميّز أسلوبه في الكتابة بالتكثيف والعمق، واتجه نحو كتابة السيناريو بكتابة فيلم «المغادرون» الفيلم الفائز بالجائزة الكبرى لمسابقة أفلام السعودية في نسختها الرابعة عام 2017. وفيلم (المسافة صفر) الفيلم الروائي الفائز بجائزة النخلة الذهبية لأفضل فيلم روائي في مهرجان الأفلام السعودية في دورة الخامسة 2019.

## مؤلفات
1. (شيء ما يتدلى) قصص قصيرة جداً.[1][4]
2. (الحب على قدم واحدة) نصوص.[5]
3. (وخز) قصص قصيرة جداً.[6]
4. (على شفا شفرة) نصوص ساخرة.[7]

## أعمال سينمائية وتلفزيونية
1. (المغادرون) فيلم 2017: قام ببطولته محمد القس وخالد صقر وأخرجه المخرج عبد العزيز الشلاحي.[8][9]
2. (بدون فلتر) مسلسل 2018 [بالمشاركة مع كتاب آخرين]: يقوم ببطولته عبد الله السدحان ومجموعة من نجوم التمثيل مثل محمد الطويان، وسعد خضر، وعلي إبراهيم، ويوسف الجراح، وإبراهيم الحساوي، كما يشارك فيه من الكويت الفنان سعد الفرج، وحسن البلام، وأحمد العونان، بالإضافة إلى الفنانات فاطمة الحوسني، ونيرمين محسن، وأميرة محمد، وليلى سلمان.[10][11]
3. (المسافة صفر) فيلم 2019. وهو أول فيلم سعودي طويل يُعرض في حفل افتتاح.[12] حصل على جائزة النخلة الذهبية لأفضل فيلم روائي في مهرجان الأفلام السعودية في دورته الخامسة 2019.[3][13] وهو من إخراج عبد العزيز الشلاحي وبطولة الفنان خالد صقر، وإبراهيم الحساوي ويعقوب فرحان.
4. (أم القلايد) مسلسل 2020. عرض المسلسل حصرياً على منصة «شاهد» الرقمية، وهو من بطولة مشعل المطيري، دريعان الدريعان، محمد القس، سعيد صالح، زارا البلوشي.[14] ثم عرض على شاشة قناة MBC.[15]
5. (حد الطار) فيلم 2020. عرض في ضمن عروض مسابقة آفاق السينما العربية في مهرجان القاهرة السينمائي في دورته الثانية والأربعين.[16] وهو من بطولة فيصل الدوخي، وأضوى فهد، وعلي إبراهيم، وسامر الخال، وإبراهيم ميسيسبي، وراوية أحمد، وعجيبة الدوسري. والفيلم من إخراج عبد العزيز الشلاحي.[17]
6. (باركود 21) مسلسل 2021. عرض في شهر رمضان على قناة السعودية الأولى، وهو من بطولة أسعد الزهراني، وسعيد صالح، ومحمد الجبرتي، ومشاري العجاجي، وعبد الله السناني.[18]
7. شارك في كتابة مسلسل (ممنوع التجول) 2021 بكتابة حلقة بعنوان (كفارة).
8. (سكة سفر 2) مسلسل 2023: معالجة وتطوير المحتوى.[19]
9. (هجان) فيلم 2023، بالاشتراك مع عمر شامة. بطولة عبد المحسن النمر وإبراهيم الحساوي.[20]
10. (هوبال) فيلم 2024، إخراج عبد العزيز الشلاحي، وبطولة إبراهيم الحساوي، ومشعل المطيري، وميلا الزهراني.[21]

## مشاركات وعضويات
- اختير رئيساً للجنة تحكيم مسابقة السيناريو غير المنفذ في «مهرجان أفلام السعودية» في دورته السادسة عام 2020م.[22][23]
- اختير عضواً في لجان تحكيم الدورة 15 من «مهرجان الخليج للإذاعة والتفزيون» في مملكة البحرين عام 2022م.
- اختير عضواً في لجنة «جائزة القلم الذهبي للأدب الأكثر تأثيراً» التي نظمتها الهيئة العامة للترفيه في السعودية عام 2024م.[24]

## جوائز
- جائزة أفضل سيناريو في مهرجان الصقر الذهبي 2018 عن فيلم (المغادرون).[25]
- فاز في مسابقة (ضوء لدعم الأفلام) التي أطلقتها وزارة الثقافة السعودية عام 2020م في مسار نصوص تحت التطوير.[26] وقد شارك في المسابقة بنص اسمه (من أنتم)،[27] وكان من بين 28 فائزاً وقعت معهم هيئة الأفلام في يناير 2021 لإنتاج أفلامهم السينمائية.[28]

## روابط خارجية
العلاج "بالعالم" البديل